# Administration d'État pour la régulation du marché
L'Administration d’État pour la régulation du marché (chinois simplifié : 国家市场监督管理总局, pinyin : Guójiā shìchǎng jiāndū guǎnlǐ zǒngjú ; également connu internationalement sous le nom de SAMR, pour State Administration for Market Regulation en anglais), est une agence gouvernementale chinoise relevant directement du Conseil d'État de la République populaire de Chine, responsable de la supervision et de la gestion du marché. Cet organisme a été créé en 2018. Il s'agit du principal régulateur antitrust de Chine.

## Fonction
La SAMR est le principal régulateur antitrust de Chine, bien que son autorité recoupe également dans une certaine mesure celle de la Commission nationale du développement et de la réforme et du ministère de l'Industrie et des Technologies de l'information.
Depuis au moins 2024, les agences provinciales SAMR du Jiangsu, du Zhejiang et de Shanghai ont été particulièrement actives dans l'application des lois antitrust.

## Histoire
L'organisme est créé lors de la refonte chinoise de l'administration gouvernementale en 2018 et a fusionné ou supprimé un certain nombre d'agences précédentes, telles que l'Office national de la propriété intellectuelle,. La SAMR a été créée sous l'impulsion de Xi Jinping, actuel secrétaire général du Parti communiste chinois.
Cet organisme regroupe en un seul ministère les fonctions de régulation du marché auparavant partagées par trois agences distinctes, l'Administration générale de la supervision de la qualité, de l'inspection et de la quarantaine, l'Administration nationale des produits médicaux et l'Administration d'État de l'industrie et du commerce.